# Empis montiradicis
Empis montiradicis är en tvåvingeart som beskrevs av James 1942. Empis montiradicis ingår i släktet Empis och familjen dansflugor.
Artens utbredningsområde är Colorado. Inga underarter finns listade i Catalogue of Life.